# Bernard Cagnac
Pour les articles homonymes, voir Cagnac.
Bernard Cagnac, né le 6 février 1931 dans le 15e arrondissement de Paris et mort le 3 juillet 2019 à Olivet,, est un physicien français.

## Biographie
Bernard Cagnac est le fils du mathématicien Georges Cagnac.
Admis à l'École normale supérieure en 1950, il obtient en 1952 les licences ès sciences physiques et mathématiques à la faculté des sciences de l'université de Paris. Après son diplôme d'études supérieures préparé avec Jean Brossel, il est reçu au concours d'agrégation de sciences physiques en 1954. Après son service militaire il rejoint en 1957 le laboratoire de physique de l'École normale supérieure comme agrégé préparateur de physique et prépare le doctorat ès sciences physiques qu'il obtient trois ans plus tard (1960) pour ses travaux sur le pompage optique et la résonance magnétique nucléaire (Orientation nucléaire par pompage optique des isotopes impairs du mercure) dirigés par Alfred Kastler et Jean Brossel. 
Il est alors nommé chef de travaux à l'École normale supérieure, poste qu'il occupe durant un an avant d'être nommé maître de conférences puis professeur sans chaire au centre d'Orsay de la faculté des sciences de l'université de Paris. Après sa mutation en 1965 au siège parisien de la faculté des sciences, il retrouve le laboratoire de spectroscopie hertzienne de l'ENS (aujourd'hui Laboratoire Kastler Brossel) où il devient en 1967 responsable du groupe de recherche sur la spectroscopie laser multiphotonique. Il développe à partir de 1972 une nouvelle méthode spectroscopique fondée sur l'absorption à deux photons supprimant l'élargissement Doppler. Il est nommé professeur titulaire à l'université Pierre-et-Marie-Curie en 1969. Il est président de la Société française de physique de 1981 à 1982 et membre du Comité national d'évaluation de 1985 à 1989. Il est élu en 1990 président de l'Institut d'optique théorique et appliquée (SupOptique). Il prend sa retraite en 1996 et est nommé professeur émérite à l'université Pierre-et-Marie-Curie. 
On lui doit notamment deux ouvrages de physique, l'un sur la physique atomique, coécrit avec Jean-Claude Pebay-Peyroula et l'autre sur les lasers coécrit avec Jean-Pierre Faroux ; beaucoup plus récemment, une petite brochure (75 pages) décrivant la vie du professeur Alfred Kastler (Alfred Kastler, prix Nobel de physique 1966 : portrait d'un physicien engagé, paru aux Éditions Rue d'Ulm).